# Barger-Oosterveld
Barger-Oosterveld est un village situé dans la commune néerlandaise d'Emmen, dans la province de Drenthe. Le 1er janvier 2004, le village comptait 2 770 habitants.
Barger-Oosterveld fait désormais partie de l'agglomération de la ville d'Emmen.